# 柴灣118號城巴謀殺案
柴灣118號城巴謀殺案發生於2017年9月16日的香港，一輛行走過海隧道巴士118線的城巴雙層巴士於當天下午3時58分由小西灣藍灣半島開出，前往長沙灣深旺道。至約4時09分，巴士離開柴灣道富城閣巴士站後，於約85米前、門牌392號雅麗閣對開燈位停車時，有乘客通知車長上層一名女乘客被另一乘客用利刀刺傷，車長遂立即停車報警，大批受驚乘客連忙落車。同時，上層一名男乘客突然利用可供敲碎玻璃手錘擊破車窗，並由缺口直墮行人路。
警方及救護接報到場後，發現一名男子倒臥在雅麗閣對開的行人路面，他送院後情況危殆。另一救護車到場後，在巴士上層救出一名上半身有33處刀傷、當時已奄奄一息的女乘客，惟送院後返魂乏術。事件最終造成一死一傷，警方將案件列作兇殺案，循金錢及感情糾紛追查兇案動機。

## 背景
事件中，涉嫌持刀在車廂襲擊女友的男子吳欣鍵（案發時22歲），居於觀塘區秀茂坪，剛於香港理工大學土木及環境工程學系畢業。死者是20歲女子李倩姮（Annie Li），為兇手師妹，兩人曾交往約一年，案發前向疑兇提出分手。據稱死者居於東區小西灣藍灣半島，就讀同校護理學系三年級。李倩姮生前曾參與繪畫比賽及學界創新大賽等比賽，並於九龍一間食肆任兼職侍應。
據吳欣鍵父親透露，其子2017年7月起任職工程師，於何文田上班。消息指，雙方父母均對兩人拍拖所知不多，男方家屬更從未見過死者。

## 經過
據劉姓車長憶述，案中死者李倩姮及傷者吳欣鍵同於小西灣藍灣半島登車，並直接登上上層就座，當時上層乘客僅有數人。現場消息指，有上層前排乘客一直未聞爭吵或救命聲音，只是聽到小聲說話的聲音。未幾，他聽到有人嘔吐，向後望時驚見李倩姮口中吐出大量鮮血並伏在座椅上，同時有乘客高聲通知車長有意外發生。同一時間，有途人聽到一聲隆然巨響，並見吳欣鍵以可供敲碎玻璃手錘敲碎上層左邊車窗跳出，直墮欄邊行人路重傷昏迷，多名乘客亦蜂擁下車。
現場消息稱，李倩姮送院時上半身多處中刀，包括手臂、頸、胸、腹及背部等，合共逾20處傷口，其中頸和胸部大量出血，而從上層墜地的吳欣鍵亦有多處受傷。據稱，首輛救護車到場時曾獲途人通知車上另有一名嚴重受傷的乘客，但她最終由另一輛救護車送院。
李倩姮被救出時已奄奄一息，救護員送東區尤德夫人那打素醫院期間一直進行心肺復甦急救，惟送院後終告不治。其家屬於當晚11時前往醫院殮房認屍，警員帶走部分李倩姮的個人物品調查後，遺體隨即舁送西環殮房，等候法醫進一步剖屍檢驗。而從上層墮地的吳亦送往同一醫院搶救，約4小時後轉送深切治療部留醫。
警方接報到場，封鎖現場一段柴灣道行人路及肇事巴士，亦有警員持盾牌到場戒備。探員登車調查，發現肇事巴士除了左邊車窗破裂外，車廂上層後方座位及破窗處皆血迹斑斑，現場亦遺下1個紙袋及1部染滿血跡的手機。探員最後在上層帶走一把留在座椅上、懷疑為兇器的11吋長染血利刀化驗，並在車外旁邊撿走一隻屬於吳欣鍵的染血手錶。稍後時間，吳欣鍵被警方以涉嫌與案件有關拘捕。警方又估計，巴士上層兩組閉路電視系統已拍下事件過程，巴士公司已安排涉事車輛回廠，並協助警方翻看相關閉路電視片段。

## 後續
城巴發言人稱，對事件非常難過，將配合警方調查，暫時對事件不作評論。而巴士在警方完成搜證程序及城巴更換損毀的玻璃和清洗車廂後，已於2017年9月22日恢復載客。
警方於2017年9月18日落案控告吳欣鍵謀殺罪，案件翌日在東區裁判法院提堂；同日吳欣鍵的傷勢情況轉為嚴重，需要在留醫而多次缺席聆訊，案件因此三次押後。2017年10月18日，被告首次穿病人服、坐輪椅到庭。控方申請被告暫時毋須答辯，案件再押後至2017年12月13日等死者驗屍報告、毒理報告及被告的醫療報告，期間要求將被告還押懲教看管，並按需要接受治療。2017年12月13日，被告以雙手撐着金屬學行架上庭，由於被告不良於行，裁判官批准他坐着應訊，期間被告全程表現平靜，控方指，由於死者驗屍報告、涉案的DNA化驗報告及醫療報告等均仍未備好，故申請再將案件押後至2018年2月7日，期間被告繼續還押。2018年2月7日，在東區法院再訊，被告仍須撐着金屬學行架上庭。而控方指，案件仍須等待死者的驗屍報告及DNA鑑證報告，申請再押後至3月21日提訊，期間被告繼續還押。
有消息指，城巴已將巴士內「9合1」閉路電視的片段下載，轉交警方搜證。現時巴士停泊於城巴柴灣車廠內，等候警方化驗及蒐證，禁止任何人接觸。
2020年12月8日，被告於高等法院被裁定謀殺罪成，法官金貝理指雖然謀殺罪的唯一判刑是終身監禁，但仍會給予時間辯方律師為被告求情，2021年4月29日被判處終身監禁。

## 外部連結
|  | 本條目含有来自此处的文本，以CC BY-SA 3.0授權條款釋出。 |